# مردی با قلب آهنین
مردی با قلب آهنین (به انگلیسی: The Man with the Iron Heart) که با نام کشتن هایدریش هم شناخته می‌‌شود، فیلمی در ژانر درام تاریخی و جنگی، محصول سال ۲۰۱۷ به کارگردانی سیدریک ژیمنز و تولید مشترک فرانسه، بلژیک و انگلستان است. این فیلم بر اساس رمان هایدریش مغز هیلمر است اثر لوران بینه ساخته شده‌است.
موضوع اصلی این فیلم دربارهٔ عملیات آنتروپوید، ترور راینهارد هایدریش در پراگ است.

## بازیگران
- جیسون کلارک در نقش راینهارت هایدریش
- رزمند پایک در نقش لینا هایدریش
- جک اوکانل در نقش یان کوبیش
- جک رینور در نقش یوزف گابچیک
- میا واشیکوفسکا در نقش آنا نواک
- ژیل للوش در نقش واتسلاو موراوک
- نوآ جوپ در نقش آتا موراوک
- تام رایت در نقش یوزف والچیک
- انزو چیلنتی در نقش آدولف اوپاکا
- جف بل در نقش هاینزیش مولر
- فولکر بروخ در نقش والتر شلنبرگ
- بری آتسما در نقش کارل هرمان فرانک
- استیو اِوِتس

## داستان
این فیلم ماجرای ترور راینهارد هایدریش، خطرناک‌ترین و مرگ آورترین مرد در کابینهٔ قدرت هیتلر، را به تصویر می‌کشد. عملیاتی که جنبش مقاومت چکسلواکی آن را با کمک انگلستان برنامه‌ریزی کرده بود. در همین هنگام دو مأمور جوان اسلوواک و چک، برای انجام مأموریت ترور به پراگ فرستاده می‌شوند تا….